# Блюзовий період
Блюзовий період, або блюзовий 12-такт (англ. Twelve bar blues) — період, який отримав надзвичайне розповсюдження у популярній музиці і став однією з визначальних стильових рис блюзу. Ця структура визначається характерною гармонічною побудовою, а також і структурною структурою вірша.

## Гармонічна будова
Блюзовий період складається з трьох фраз, кожна з яких містить 4 такти:
- Перші чотири такти пишуться на тонічній гармоніці (T-T-T-T)
- 5-й і 6-й такти пишуться на субдомінантовій і 7-й і 8-й тонічній гармоніці (S-S-T-T)
- 9-й такт пишеться домінантовій, 10-й такт на субдомінантовій і заключні два тонічній гармоніці (D-S-T-T)

Таким чином гармонічна схема блюзового періоду може бути записана у наступний спосіб:
| T | T | T | T |
| S | S | T | T |
| D | S | T | T |

Трапляються, однак, і деякі гармонічні видозміни цієї структури наприклад:
| T | T | T | T |
| S | S | T | T |
| D | D | T | T |

Ускладненням стандартної схеми може бути використання септакордів, які з'являються перед зміною гармонії, наприклад:
| T | T  | T | T7 |
| S | S7 | T | T7 |
| D | S  | T | D7 |

Існують також мінорні різновиди блюзового періоду (minor 12-bar blues), наприклад «Why Don't You Do Right?ⓘ». Мажор і мінор можуть бути суміщені, що характерно для творчості Чарлі Брауна. Іноді блюзовий період може закінчуватися і на домінантовій гармонії, що в англійській термінології описується терміном turnaround.

## Текст
Текст, що вкладається у блюзовий період складається з трьох рядків, причому перші два як правило є подібними й іноді відрізняються лише інтонацією, наприклад:
| I hate to see the evening sun go down, Yes, I hate to see that evening sun go down 'Cause it makes me think I'm on my last go 'round |

## Приклади
Блюзовий період є основою чисельної кількості пісень, причому не тільки тих, що вважаються блюзовими (напр. «St. Louis Blues», «Shake, Rattle and Roll», «Hound Dog»), але й госпел (напр. «I'm So Glad (Jesus Lifted Me)», джаз («Flying Home» чи «Night Train»), поп- і рок пісень (напр. «In the Mood» Глена Міллера, «Why Don't We Do It In The Road?» гурту The Beatles та інші. Також за цією схемою написані більшість композицій бугі-вугі.
Нижче подається приклад блюзового вірша з гармонізацією в ре мажорі. Позначення акорду відноситься до долі, знаком «–» позначено продовження попередньої гармонії:
```
D        -     -      -        
Woke up this morning with an 

G     -   -    -   D - - - D7 - - - 
awful aching head 

G        -     -      -        
Woke up this morning with an 

G7    -   -    -   D - - - D7 - - -
awful aching head

A     -        -     A7
My new man had left me 

G    -    -     G7 D - - - D - A A7
just a room and an empty bed.  
```

Бессі Сміт, "Empty Bed Blues".